# 巴林—伊朗關係
巴林-伊朗关系是巴林与伊朗国家之间的双边关系。自1979年伊朗伊斯兰革命以来，两国关系一直因各种地缘政治问题而紧张，比如对伊斯兰教的解读，对伊斯兰世界领导权的渴望，以及与美国、欧洲和其他西方国家的关系。此外，伊朗一直严厉批评巴林在波斯湾支持美国第五舰队并提供基地。
在尼姆尔·尼姆尔被处决后，沙特阿拉伯驻伊朗的外交使团遭到伊朗抗议者的洗劫，2016年1月4日，巴林紧随沙特阿拉伯决定断绝与伊朗的外交关系。2019年4月16日，巴林一家法院判处139人监禁，罪名是组建由伊朗支持的恐怖组织。共有169人被捕。

## 巴列维王时期的关系
1970年3月，伊朗国王穆罕默德·礼萨·巴列维通过英伊秘密谈判放弃了对巴林的主权要求。在这一背景下，两国于1970年签署了划界协议。

## 伊斯兰共和国时期的关系
1979年，大阿亚图拉霍梅尼在伊朗伊斯兰革命中掌权，此后，伊朗明确表示，它打算将其伊斯兰革命输出到整个穆斯林世界，尤其是阿拉伯世界。
两年后，巴林什叶派原教旨主义者在前线组织“解放巴林伊斯兰阵线”的支持下策划了一场政变。政变失败,一个什叶派教士流亡伊朗。巴林政府非官方地认为这次政变是伊朗企图推翻他们的逊尼派政府。伊朗否认参与其中，称原教旨主义者受到伊朗伊斯兰革命的鼓舞，但没有得到伊朗的支持。由于担心重演，巴林镇压了什叶派信众，将数千人投入监狱，进一步恶化了与伊朗的关系。
2007年11月，伊朗总统马哈茂德·艾哈迈迪-内贾德对巴林进行首次正式访问，会见了巴林国王哈马德·本·伊萨·阿勒哈利法。内贾德在会见巴林国王和官员时讨论了向未来巴林供应天然气的协议。伊朗和巴林又开始具有更密切的关系，并进行了许多联合经济活动。

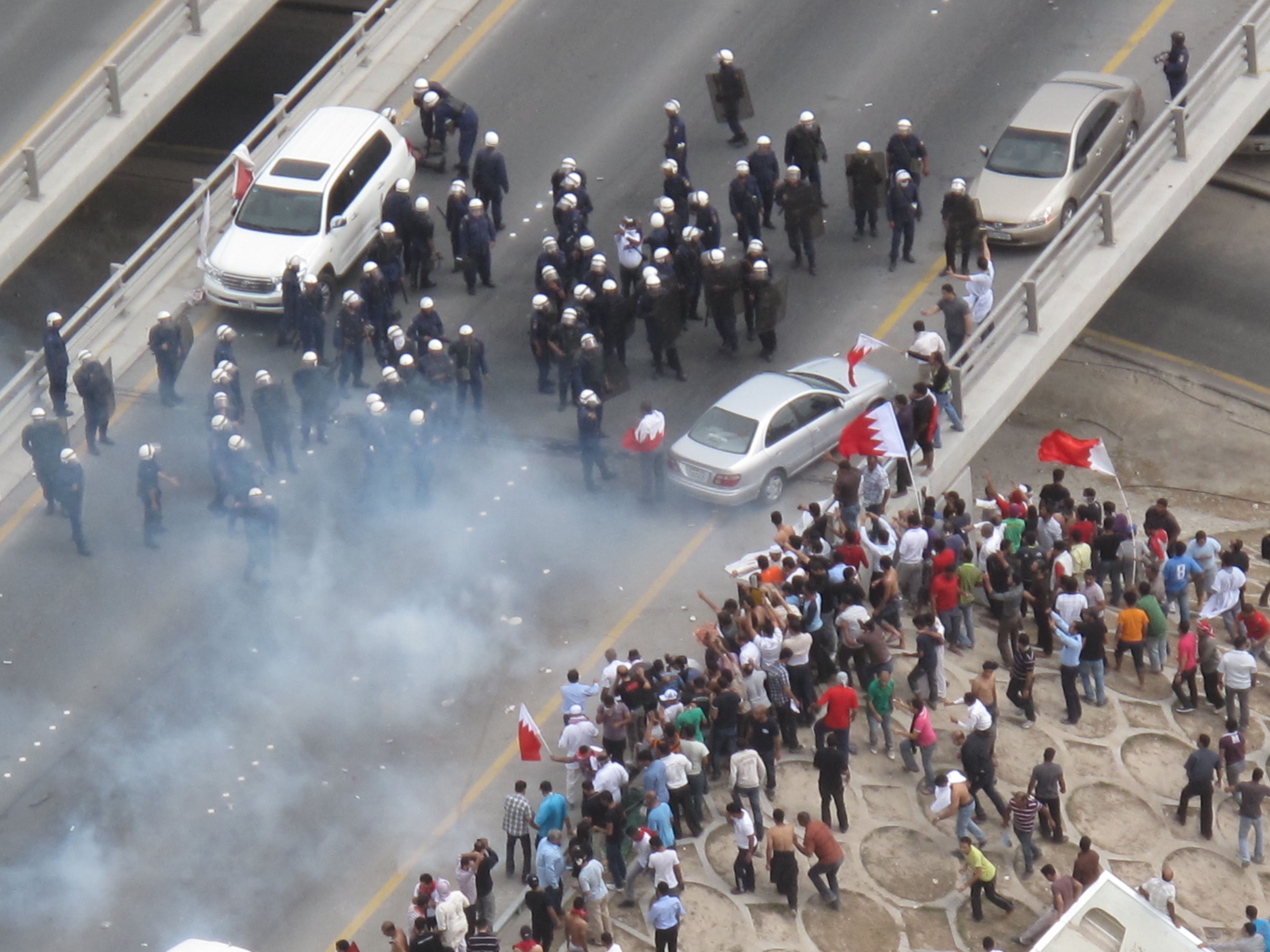
2011年3月，巴林发生抗议活动

2011年巴林反政府示威爆发后，伊朗对示威者表示强烈支持，其中大多数示威者信奉什叶派伊斯兰教，这是伊朗的国教。在起义期间，德黑兰和麦纳麦之间的关系大幅降温，两国都驱逐了对方的大使。伊朗和伊拉克一起反对海湾合作委员会对巴林的军事干预。巴林政府的盟友，如沙特阿拉伯和其他海湾合作委员会成员国，则反过来指责伊朗在巴林煽动动乱，并质疑抗议者诉求的合法性，呼应了麦纳麦的说法。
2012年8月12日，巴林外交部长哈立德·阿勒哈利法在其推特账户上宣布，巴林已恢复驻伊朗大使一职。近18个月前，也就是2011年巴林发生抗议活动后，两国关系一度紧张。
2015年7月19日，在最高领袖阿里·哈梅内伊表达对包括巴林在内的整个中东地区被压迫人民的支持之后，伊朗临时代办莫蒂扎·萨努巴里因“公然干涉他国内政”被巴林外交部长召见。外交部长就“阿里·哈梅内伊对巴林王国发表的声明”向这位外交官递交了“一份官方抗议备忘录”。
2015年8月13日，巴林内政部宣布逮捕一个恐怖组织的五名成员，该组织至少与斯特拉的一次爆炸袭击有关，据信他们接受了黎巴嫩武装组织真主党和伊朗伊斯兰革命卫队的援助和训练。
2015年10月1日(2015年麦加朝觐踩踏事故后一周)，巴林政府召回驻德黑兰大使，并命令伊朗临时代办在3天内离境，以回应“伊朗继续干涉巴林王国事务”。在此之前，巴林当局在9月30日于境内发现了一个大型炸弹制造厂，查获了一大批武器，并逮捕了一些涉嫌与伊朗革命卫队有联系的人。巴林决定召回驻德黑兰大使是因为“伊朗继续干预巴林王国的事务……目的是制造宗派冲突，强加霸权和控制。”作为回应(10月2日)，伊朗外交部发表声明进行报复:“巴林驻德黑兰大使馆的二号官员是不受欢迎的人，巴萨姆·多萨里必须在72小时内离开伊朗领土，”伊朗伊斯兰共和国通讯社周五晚些时候援引外交部声明称。据半岛电视台报道，巴林经常宣称，伊朗应对其什叶派民众的抗议活动负责。
据卫报报道，巴林政府有时会秘密告诉来自美国的来访者，伊朗支持一些什叶派反对派。

## 2016年沙特阿拉伯驻伊朗外交使团遇袭后两国关系恶化

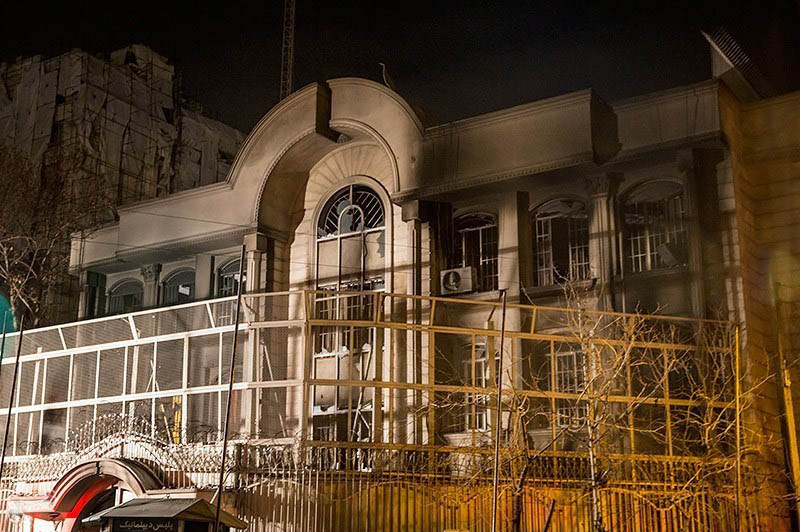
遭遇袭击后的沙特阿拉伯驻德黑兰大使馆

2016年沙特阿拉伯驻伊朗外交使团遇袭后，巴林外交部长“强烈谴责了沙特阿拉伯王国驻德黑兰大使馆和驻伊朗伊斯兰共和国马什哈德领事馆遭受的两起恐怖袭击”。他在一份声明中说，“这些蛊惑人心的野蛮行为公然违反了国际信念和准则，违反了维也纳公约，这些公约都保障外交使团的安全与保护。”
2016年1月4日，巴林断绝了与伊朗的外交关系，指责伊朗干涉沙特阿拉伯内政。此前，沙特阿拉伯处决了著名的什叶派神职人员尼姆尔·尼姆尔，原因是他参与了2011年至2012年的沙特阿拉伯抗议活动。随后，沙特阿拉伯政府也作出了同样的决定。
2016年1月9日，巴林国有航空公司海湾航空宣布，将于1月14日暂停巴林国际机场和德黑兰伊玛目霍梅尼国际机场之间的航班。伊朗国家媒体援引伊朗民航组织负责航空和国际事务的副部长阿玛德·霍达卡拉姆的话说，海湾航空公司是通过给伊朗民航组织的一封信宣布这一消息的。霍达卡拉姆说，该航空公司的航班将继续暂停，直到另行通知。
然而，据中东观察报道，为了应对极端主义，伊朗希望通过对话，与阿联酋和沙特阿拉伯一道，恢复与巴林的关系。
2024年6月23日，伊朗代理外长在伊朗首都德黑兰同巴林外交大臣举行会晤，以启动旨在恢复两国政治外交关系的谈判。6月24日，伊朗央行副行长与巴林央行副行长就解冻伊朗在巴林的被冻结资产进行谈判。